# Mark P. Stoeckinger
Mark P. Stoeckinger (* 30. Dezember 1959 in Los Angeles, Kalifornien) ist ein US-amerikanischer Tontechniker.

## Leben
Stoeckinger begann seine Karriere 1980 als Produktionsassistent bei dem studentischen Kurzfilm Proof. Ab 1984 war er in Hollywood als Tontechniker tätig, gelegentlich auch für das Fernsehen. Von 1988 bis 1990 wirkte er an der Fernsehserie Miami Vice mit; für seine Mitarbeit an der Miniserie Space – Ein Mann greift nach den Sternen war er 1985 für den Primetime Emmy nominiert.
Zwischen 1998 und 2011 war er drei Mal für den Oscar in der Kategorie Bester Tonschnitt nominiert: 1998 gemeinsam mit Per Hallberg für Im Körper des Feindes, 2010 gemeinsam mit Alan Rankin für Star Trek und 2011 für Unstoppable – Außer Kontrolle. Für Star Trek war er 2010 zudem für den BAFTA Film Award in der Kategorie Bester Ton nominiert.

## Filmografie (Auswahl)
- 1984: Die Herzensbrecher (Heartbreakers)
- 1985: Cusack – Der Schweigsame (Code of Silence)
- 1986: Poltergeist II – Die andere Seite (Poltergeist II: The Other Side)
- 1989: Scott & Huutsch (Turner & Hooch)
- 1989: Tango und Cash (Tango & Cash)
- 1992: Stop! Oder meine Mami schießt! (Stop! Or My Mom Will Shoot)
- 1993: Ein verrücktes Paar (Grumpy Old Men)
- 1995: Heat
- 1997: Im Körper des Feindes (Face/Off)
- 2000: Gladiator
- 2003: Kill Bill – Volume 1 (Kill Bill: Vol. 1)
- 2004: The Day After Tomorrow
- 2009: Star Trek
- 2011: Unstoppable – Außer Kontrolle (Unstoppable)
- 2012: Jack Reacher
- 2013: Iron Man 3
- 2016: Jack Reacher: Kein Weg zurück (Jack Reacher: Never Go Back)

## Auszeichnungen (Auswahl)
- 1998: Oscar-Nominierung in der Kategorie Bester Tonschnitt für Im Körper des Feindes
- 2010: Oscar-Nominierung in der Kategorie Bester Tonschnitt für Star Trek
- 2010: BAFTA-Film-Award-Nominierung in der Kategorie Bester Ton für Star Trek
- 2011: Oscar-Nominierung in der Kategorie Bester Tonschnitt für Unstoppable